# Wendell Fleming
Wendell Helms Fleming (* 7. März 1928 in Guthrie, Oklahoma; † 18. Februar 2023 in Bristol, Rhode Island) war ein US-amerikanischer Mathematiker, der sich mit geometrischer Analysis und Stochastik beschäftigte.
Fleming wurde 1951 bei Laurence Young an der University of Wisconsin–Madison promoviert (Boundary and related notions for generalized parametric surfaces). Fleming war Professor an der Brown University.
Fleming war mit Herbert Federer ein Pionier der geometrischen Maßtheorie. Später beschäftigte er sich mit stochastischen Prozessen, stochastischen Differentialgleichungen und ihrer Anwendung in der Kontrolltheorie.
Er untersuchte in den 1960er Jahren die Verallgemeinerung des Satzes von Bernstein auf mehr als zwei Dimensionen und stieß damit ein neues Forschungsfeld an (gleichzeitig gab er einen neuen Beweis von Bernsteins Satz). Die endgültige Lösung des Problems im euklidischen Raum erfolgte 1969 durch Enrico Bombieri, Enrico Giusti und Ennio De Giorgi.
Von 1976 bis 1977 war er Guggenheim Fellow. 1982 hielt er einen Plenarvortrag auf dem Internationalen Mathematikerkongress (ICM) in Warschau (Optimal control of Markov Processes) und 1970 war er Invited Speaker auf dem ICM in Nizza (Optimal Stochastic Control). 1987 erhielt er mit Federer den Leroy P. Steele Prize der American Mathematical Society. 1994 erhielt er den Reid-Preis der Society for Industrial and Applied Mathematics (SIAM). Er war Ehrendoktor der Purdue University (1991). Er war Fellow der American Mathematical Society sowie Mitglied der American Academy of Arts and Sciences und der National Academy of Sciences.
Er starb am 18. Februar 2023 im Alter von 94 Jahren zuhause in Bristol.

## Schriften
- mit Raymond W. Rishel: Deterministic and stochastic optimal control. Springer, Berlin Heidelberg New York 1975, ISBN 3-540-90155-8.
- Functions of several variables. Addison-Wesley, 1965, Springer, 1977.
- mit Halil Mete Soner: Controlled Markov Processes and Viscosity Solutions. Springer, 1992, 2. Auflage 2006.